# 115254 Fényi
(115254) Fényi, denumire internațională (115254) Fenyi, este un asteroid din centura principală de asteroizi.

## Descriere
115254 Fényi este un asteroid din centura principală de asteroizi. A fost descoperit pe 22 septembrie 2003 la Piszkesteto de Krisztián Sárneczky și Brigitta Sipőcz. Asteroidul prezintă o orbită caracterizată de o semiaxă mare de 2,74 ua, o excentricitate de 0,08 și o înclinație de 15,1° în raport cu ecliptica.